# タリク・ラマダン
タリク・ラマダン（英語、仏語:Tariq Ramadan アラビア語:طارق رمضان）は、フランス語圏スイス生まれのムスリムの哲学者、作家である。オックスフォード大学のセント・アントニーズ・カレッジの東洋研究の学部の現代イスラム研究の教授であり、オックスフォード大学技術・宗教学部の講師である。カタールのハマド・ビン・ハリーファ大学、モロッコの国際大学の客員教授。また、同志社大学のリサーチフェローでもある。
ドーハに拠点を置くイスラーム地域・倫理研究センター(Research Centre of Islamic Legislation and Ethics (CILE))の管理人である。イギリス外務・英連邦省の宗教・信条の自由アドバイザーの一員。2000年、『タイム』誌に「21世紀の宗教7大革命家」の一人に選ばれ、2004年には「世界で最も影響力のある100人」の一人に、「フォーリンポリシーの読者が選ぶ世界で最も影響力のある哲学者100人」に選ばれた。
自身のことを「サラフィー改革者 (Salafi reformist)」として説明している。
ムスリム同胞団創設者ハサン・アル＝バンナーの孫。
2017年11月、強姦と性的不正行為の疑いによってオックスフォード大学を辞職した。
2018年2月には2人の女性を強姦した罪で公的に逮捕された。彼は誤った行いを否定しており、告発者の一人について誹謗だと訴えた。
2018年6月、ラマダンは5人の女性と婚姻外の関係をもったことを認め、同年11月、控訴院予審部は条件付きの保釈を決定した。2019年3月、控訴院はラマダンが提出した調査中止の要求を却下した（以下参照）。

## 経歴
スイスのジュネーブのエジプト人ムスリムの家庭に生まれた。両親はサイード・ラマダンとワファ・アル＝バンナーで、ワファはエジプトで1928年に創立されたムスリム同胞団の創設者ハサン・アル＝バンナーの長女である。リベラルなイスラーム改革派のガマール・アル＝バンナーは大叔父に当たる。
父サイードは同胞団幹部で、ナセルによってスイスに追放された。
フランス文学の修士号とジュネーブ大学でのアラブとイスラム研究の博士号を所有している。
「Nietzsche as a Historian of Philosophy」というフリードリヒ・ニーチェに関する博士論文を執筆した。
1994年、ハサン・イキューソンとMalika Difの支援を受けスイスでフランス語での説教を行った
スイスのランシーにあるCollège de Saussure(高等学校)で教師として勤務していた。フリブール大学で1996年から2003年まで宗教と哲学の講師の職を得た
。
米国愛国者法によってビザが無効にされるまでアメリカのノートルダム大学で2004年に教授に任命されていた。2005年10月、オックスフォード大学セント・アントニーズ・カレッジで客員フェローになった。2005年にLokahi Foundationの研究フェローとなった
。
2007年、ライデン大学でイスラム研究の教職を得た。このことが「イスラム過激派」として政治家と研究者からの批判を招いた。ラマダンは、これらの非難は何ら決定に影響を与えていない、としてこの職を辞退した。
また、2009年8月にロッテルダムと大学が、ラマダンがイランのPRESS TVで出演した番組について、市の義務との間で調和しないとして「統合アドバイザー」の職を解雇するまで、エラスムス・ロッテルダム大学の客員教授であった。ラマダンはこの運動がイスラムフォビアであり政治的な告発であると述べていた。2012年、ロッテルダム裁判所は、短期間に辞職させたことについて大学が「不注意に」行動したと裁定した。しかし自治体からの退去については不注意であるとはされなかった。
2009年9月、オックスフォード大学で現代イスラム研究の職を得た。
異なる宗派間でのセミナーを運営するための組織、Mouvement des Musulmans Suisses(スイスのムスリムの運動)を設立した。
EUの宗教問題アドバイザーとして、Islam and Secularism(イスラムと宗教分離主義)の活動を委託され、助言を求められていた。
2005年9月、イギリス政府のタスクフォースに招待された。
ヨーロッパの知識階級や活動家のムスリムを集める、ブリュッセルに拠点を置いたシンクタンクEuropean Muslim Network(ヨーロッパのムスリムネットワーク)の設立者でもあった。

## アメリカのビザ取り消し
2004年2月、ラマダンはノートルダム大学の国際平和研究を目的としたジョーン・B・クローク研究所での、宗教、紛争、平和構築のヘンリー・R・ルイス教授の勤務を承諾した。彼は5月5日に非移民ビザを取得した。しかし、7月28日、彼のH-1Bビザ(専門職向けビザ)は国務省によって取り消された。2004年8月、アメリカ合衆国移民・関税執行局の広報担当者は、ラマダンのビザ取り消しの根拠として、米国愛国者法の「deological exclusion provision(イデオロギー入国拒否規定)」を示した。10月には、ノートルダム大学がラマダンに代わってH-1B申請を提出した。 12月までに政府からの反応がないことを聞いた後、ラマダンは大学を辞任した。
2005年9月、ラマダンはBビザ申請書を提出し、さまざまな団体や大学との講演に参加した。政府はラマダンのビザ申請についての決定を出さなかったため、アメリカ自由人権協会(ACLU)とニューヨーク自由人権協会(NYCLU)は、2006年1月25日にラマダンと会談を予定していた米国宗教学会とAmerican Association of University ProfessorsとPENアメリカンセンターの3団体を代表して、ラマダンに対するイデオロギー入国拒否の取り消しを求め米国政府に対して訴訟を提出した。
ACLUとNYCLUは、イデオロギー除外規定は、合衆国憲法修正第1条とアメリカ合衆国憲法修正第5条に規定された権利を犯しており、政府の行為は連邦行政手続法に違反していると主張した。決定がなく2か月が経過した後、原告は仮差止命令を提出した。差止命令に基づき、ニューヨーク州南部地区連邦地方裁判所United States district courtは、2006年6月23日に、ラマダンが保留中のBビザ申請の決定を90日以内に行うよう政府に命じた。
2006年9月19日、政府はラマダンのビザ申請を正式に拒否した。国務省の声明は「タリク・ラマダン氏のビザ申請は米領事当局が拒否しており、ラマダン氏のテロ組織への物質的支援という行動のみに於いてもその行動は受け入れられないと結論づけた」と述べた。 1998年12月から2002年7月までに、ラマダンは、「パレスチナ人慈善支援委員会（CBSP）」や「パレスチナ人協会(ASP)」、等の慈善団体に総計940ドルの寄付を行っていた。
米国財務省は、2003年8月22日にハマスとの関係を根拠にCBSPとASPの両組織をテロ資金調達組織と指定していた。米国大使館は、慈善団体がハマスに資金を提供したことを「当然知っていたはずだった」とラマダンに語った。
ワシントンポスト紙の記事においてラマダンは「米国政府自身が知る前に、彼らの活動についてどのように”当然知っていたはず”だったのだろうか？」と述べた。
2007年2月に2、ACLUとNYCLUは、主張を訂正しラマダンのビザ申請を拒否する政府の説明は正当ではなく、愛国者法のイデオロギー入国拒否規定は、修正第1条及び第5条に違反していると。彼らはまた、ラマダンへの入国拒否は、彼が話すことを聞きたいと考える人の修正第1条に規定された権利に違反していると主張した。 2007年12月20日の判決で、ポール・A・クロティ地裁は、ラマダンのビザを否定する政府の正当性について「正当なものである」と判断し、裁判所には政府の領事判決を無効にする権限がないと指摘した。

2008年1月、ACLUはCrottyの判決に対し控訴した。 ACLUの国家安全保障プロジェクトの責任者であり、この事件の弁護士のJameel Jaffer氏は、
"The government's shifting positions only underscore why meaningful judicial review – the kind of oversight that the district court failed to provide – is so important. In Professor Ramadan's case and many others, the government is using immigration laws to stigmatize and exclude its critics and to censor and control the ideas that Americans can hear. Censorship of this kind is completely inconsistent with the most basic principles of an open society(政府の流動的な姿勢は、意味のある司法審査（それは地方裁判所が提供できなかった監視機能のようなものである）がなぜ重要なのかを強調しているだけだ。ラマダン教授の事件やその他の多くの事件で、政府は批評家を非難したり排除したり、アメリカ人が聞くことのできる考えを検閲したり規制したりするため移民法を利用している。この種の検閲は、自由な社会の最も基本的な原則とは完全に矛盾している。)."
ラマダン自身は
"The U.S. government's actions in my case seem, at least to me, to have been arbitrary and myopic. But I am encouraged by the unwavering support I have received from ordinary Americans, civic groups and particularly from scholars, academic organizations, and the ACLU. I am heartened by the emerging debate in the U.S. about what has been happening to our countries and ideals in the past six years. And I am hopeful that eventually I will be allowed to enter the country so that I may contribute to the debate and be enriched by dialogue.(私に対する米国政府の行動は、少なくとも私にとって、恣意的で近視眼的であるように見える。しかし、私は一般のアメリカ人、市民団体、とりわけ学者、学術団体、ACLUから受けた揺るぎない支持によって励まされている。私は、過去6年間にわれわれの国と理想に何が起こったのかということについての米国の新たな議論に勇気づけられている。そして、最終的に入国を許可され、議論に貢献し、この国が対話によって豊かになることを期待している。)"
と述べた。
2009年7月17日、米国連邦控訴裁判所は、下地方裁判所の判決を取り消した。ジョン・O・ニューマン裁判官、ウィルフレッド・ファインバーグ、レイナ・ラッギからなる第2巡回控訴裁判所の3人の裁判官は、裁判所が「領事の審査不可能主義にもかかわらず、この主張を検討する管轄権」を行使していたと判断し、全面的にラマダン側の主張が認められた。
判決を受けラマダンは「I am very gratified with the court's decision. I am eager to engage once again with Americans in the kinds of face-to-face discussions that are central to academic exchange and crucial to bridging cultural divides.(私は裁判所の決定に非常に満足している。私は、学術交流の中心である面と向かった議論の中で、文化的分断の架け橋としてアメリカ人と再び関わりたいと思っている。)」と述べた。
2010年4月8日、ラマダンは、入国禁止が解除されて以来、初めてニューヨークで開催されたクーパー・ユニオンのパネルディスカッションの一環として講演を行なった。この団体では、西側諸国でのイスラム教徒の人口の適応について議論した。

## 強姦、性的暴行疑惑
2017年10月、世俗活動家エンダ・アヤリがルーアンの検察事務所に、ラマダンにパリのホテルで性的暴行を行われたと述べ告訴した。
アヤリは2016年の著書”J’ai choisi d’être libre(私は自由を選ぶ)”で既にこの出来事について述べていたが、襲った者の実名は明らかにしていなかった。10月20日、Facebookで"#balancetonporc C'est une décision très difficile, mais j'ai décidé moi aussi qu'il est temps de dénoncer mon agresseur, c'est Tariq Ramadan."(#MeToo これはとても難しい決定です。でも私を襲った者を非難する時だと決めました。その名前はタリク・ラマダン。)と発言した。
ラマダンの弁護士のYassine Bouzrouは名誉毀損に対する反訴状を提出すると述べた。Bouzrouはフランスの新聞ル・パリジャンに、ラマダンがその主張を否定していることと、ルーアン検察に名誉毀損に対する訴状を提出する予定であることを語った。
数日後、アヤリに続き、2人目の女性がラマダンに強姦されたと述べる告発状を提出した。その女性は、障害のあるイスラム教に改宗した女性で、2009年にラマダンが彼女をホテルの部屋に誘い込み暴行、強姦したと説明した。
3人目の女性は、ラマダンからポルノ画像を送信され、その後恐喝を受けたと主張した。
2017年11月初め、これらを受け、10代の頃ラマダンから性的ないたずらをされたとする4人のスイス人女性が現れた。
その中には、14歳で性的勧誘を受けたと言う者や、15歳で性的な関係をもったとする者もいた。

2017年11月4日、フランスの風刺新聞「シャルリー・エブド」がこれに関する風刺画を掲載した。股間が大きく膨れ上がったタリク・ラマダンの風刺画には「強姦 ― タリク・ラマダンの抗弁」とし、「俺はイスラムの第六行だ」と書かれている。イスラム教では教徒に信仰告白、礼拝、喜捨、断食、巡礼の「五行」の義務を課しているが、イスラム教少数派ではこれに「ジハード」を加えて「六行」とすることがあることから、強姦を「ジハード」になぞらえたものである。この風刺画に対してソーシャルネットワーク上で「お前らの喉をかき切ってやる」などの殺害脅迫が相次いだ。「シャルリー・エブド」はこれを告発し、フランス国民議会（下院）もこれを支持した。
7日、オックスフォード大学が"by mutual agreement, and with immediate effect" Ramadan "has taken a leave of absence"(相互かつ即座の同意によってラマダンが休職する)と発表した。
その声明文では「辞職への同意は罪とその証拠を認めたことを意味しない」としている。
9日、フランスの週刊誌L’Obsが特集記事を掲載した。
2018年1月、ラマダンは不祥事の影響としてカタールへの入国を拒絶された。

1月31日、ラマダンはフランス警察によって拘留され、その2日後、公的に逮捕された。
2018年3月、ラマダンに2013年から2014年の間、ロンドンとブリュッセルで複数回に渡って強姦されたとする女性が現れた。まもなく、4番目の女性が警察に訴えた。クウェート在住のアメリカ人で、2013年8月にワシントンで暴行を受けたとしている。
2018年6月、ラマダンは予審判事に対して、5人の女性と婚姻外の関係をもったことを認めた。ただし、暴力行為は一切行っていないと主張した。同年11月15日、控訴院予審部は、30万ユーロの保釈保証金の支払い、フランスからの出国禁止、スイス旅券返還の3つの条件付きで保釈を決定した。ラマダンは暴行容疑の調査の中止を求めたが、2019年3月14日、控訴院はこの要求を却下した。

## 人物
強姦疑惑が表出した2017年にはロジャー・フェデラーに続いて母国スイスの「検索された人物」第2位になるなど、欧州のムスリムを代表する人物だった。
フランスのアラブ・イスラム世界が専門の研究者ジル・ケペルは、ラマダンをフランスのイスラム団体の連合(UOIF)やグランド・モスケ・ド・パリとも異なるフランスのムスリムの第三極として描写している。ケペルによれば、ラマダンは フランス・イスラム評議会(CFCM)に一切参加せず、左翼勢力とも協力して、政府に協力的なUOIFに不信感を感じたムスリムの支持を獲得したという。

### 日本との関わり
ムスリムの移民・難民の統合が問題となっている欧米諸国で広く活動していた人物であり、ムスリムの少ない日本での活動は多くなく、翻訳、出版されている著作も確認できない。ただし、一定の活動はあった。

#### 同志社大学
現在は名前を確認できないが、かつては同志社大学のフェローであり、また同校で講演を行っている
。

#### 朝日新聞
朝日新聞は、2016年10月21日付の朝刊で、ラマダンへのインタビューを掲載した。
インタビューは国末憲人が担当し、同紙面上にはイスラム思想研究者の池内恵の対応するインタビューが掲載された。

#### その他
講演を行なっていたほか、イスラム研究者の塩尻和子はラマダンを例示して議論を行なっていた。
イスラーム思想研究者の松山洋平は、ラマダンが2005年に始めたスーダンやサウジアラビア、イラン等の身体刑を執行する国家に対しその一時停止を求め、多くの批判が寄せられた「身体刑執行猶予の呼びかけ」運動を例示して議論を行った。松山によれば、近現代の「宗教市場」において、伝統的なウラマーとそうでない活動家等の知識人による、イジュティハードの担い手をめぐった対立があり、この事例ではウラマーではないラマダンの発言に対し多くの批判が寄せられたが、その批判には、ラマダンがウラマーでないことを批判の論拠としているものが特徴的に見られ、対立の顕著な一例になっているという。

## 著作

### フランス語での著作
- (1994, augmented in 1998) Les musulmans dans la laïcité : responsabilités et droits des musulmans dans les sociétés occidentales. Lyon: Tawhid. ISBN 978-2-90-908737-5
- (1995) Islam, le face à face des civilisations : quel projet pour quelle modernité ?. Lyon: Tawhid. ISBN 978-2-90-908731-3
- (1998) Aux sources du renouveau musulmans : d'al-Afghānī à Ḥassan al-Bannā un siècle de réformisme islamique. Paris: Bayard Éditions/Centurion. ISBN 978-2-22-736314-4
- (1999) Peut-on vivre avec l'islam (with Jacques Neirynck). Lausanne: Favre. ISBN 978-2-82-890626-9
- (1999) Être musulman européen : étude des sources islamiques à la lumière du contexte européen (with Claude Dabbak). Lyon: Tawhid. ISBN 978-2-90-908743-6
- (2000) L'islam et les musulmans, grandeur et décadence : dans le quotidien de nos vies. Beirut: Éditions Al-Bouraq. ISBN 978-2-84-161008-2
- (2000) L'Islam en questions (with Alain Gresh). Paris: Sindbad: Actes Sud. ISBN 978-2-74-272916-6
- (2001) Entre l'homme et son cœur. Lyon: Tawhid. 978-2-90-908767-2
- (2001) Le face à face des civilisations : quel projet pour quelle modernité. Lyon: Tawhid. ISBN 978-2-90-908758-0
- (2002) De l'islam. Lyon: Tawhid. ISBN 978-2-90-908780-1
- (2002) Jihād, violence, guerre et paix en islam. Lyon: Tawhid. ISBN 978-2-90-908784-9
- (2002) Dār ash-shahāda : l'Occident, espace du témoignage. Lyon: Tawhid. ISBN 978-2-90-908783-2
- (2002) Musulmans d'occident : construire et contribuer. Lyon: Tawhid. ISBN 978-2-90-908781-8
- (2002) La foi, la voie et la résistance. Lyon: Tawhid. ISBN 978-2-90-908782-5
- (2003) Le saint Coran, chapitre ʿAmma : avec la traduction en langue française du sens de ses versets. Lyon: Tawhid. ISBN 978-2-84-862003-9
- (2003) Arabes et musulmans face à la mondialisation : le défi du pluralisme. Lyon: Tawhid. ISBN 978-2-84-862017-6
- (2003) Les musulmans d'Occident et l'avenir de l'islam. Paris: Sindbad: Actes Sud. ISBN 978-2-74-274005-5
- (2005) Faut-il faire taire Tariq Ramadan ? : suivi d'un entretien avec Tariq Ramadan (wiyh Aziz Zemouri). Paris: L'Archipel. ISBN 978-2-84-187647-1
- (2006) Muhammad vie du prophète : les enseignements spirituels et contemporains. Paris: Presses du Châtelet. ISBN 978-2-84-592201-3
- (2008) Un chemin, une vision : être les sujets de notre histoire. Lyon: Tawhid. ISBN 978-2-84-862149-4
- (2008) Face à nos peurs : le choix de la confiance. Lyon: Tawhid. ISBN 978-2-84-862148-7
- (2008) Quelques lettres du cœur. Lyon: Tawhid. ISBN 978-2-84-862147-0
- (2008) Faut-il avoir peur des religions ? (with Élie Barnavi and Jean-Michel Di Falco Léandri). Paris: Éditions Mordicus. ISBN 978-2-75-570403-7
- (2008) Islam, la réforme radicale : éthique et libération. Paris: Presses du Châtelet. ISBN 978-2-84-592266-2
- (2009) Mon intime conviction. Paris: Presses du Châtelet. ISBN 978-2-84-592290-7
- (2009) L'autre en nous : pour une philosophie du pluralisme : essai. Paris: Presses du Châtelet. ISBN 978-2-84-592282-2
- (2011) L'islam et le réveil arabe. Paris: Presses du Châtelet. ISBN 978-2-84-592329-4
- (2014) Au péril des idées : les grandes questions de notre temps (with Edgar Morin). Paris: Presses du Châtelet. ISBN 978-2-84-592551-9
- (2014) De l'Islam et des musulmans : réflexions sur l'Homme, la réforme, la guerre et l'Occident. Paris: Presses du Châtelet. ISBN 978-2-84-592417-8
- (2015) Introduction à l'éthique islamique : les sources juridiques, philosophiques, mystiques et les questions contemporaines. Paris: Presses du Châtelet. ISBN 978-2-84-592607-3
- (2016) Le génie de l'islam. Paris: Presses du Châtelet. ISBN 978-2845926318

### 英語での著作
- (1999) To Be a European Muslim: a Study of Islamic Sources in the European Context. Leicester, UK: Islamic Foundation. ISBN 978-0-86-037300-1
- (1999) Muslims in France : the way towards coexistence. Markfield, Leicester, U.K.: Islamic Foundation. ISBN 978-0-86-037299-8
- (2001) Islam, the West and the Challenges of Modernity (with Saïd Amghar). Leicester, UK: Islamic Foundation. ISBN 978-0-86-037311-7
- (2004) Globalisation : Muslim resistances (multilingual: EN, FR, DE, IT, SP). Lyon: Tawhid. ISBN 978-2-84-862016-9
- (2004) Western Muslims and the Future of Islam. Oxford; New York: Oxford University Press. ISBN 978-0-19-803820-7
- (2007) In the Footsteps of the Prophet: Lessons from the Life of Muhammad. New York, NY: Oxford University Press. ISBN 978-0-19-530880-8
- (2007) The Messenger: the Meanings of the Life of Muhammad. London: Allen Lane. ISBN 978-0-71-399960-0 ISBN 978-1-84-614025-9
- (2008) Radical Reform : Islamic Ethics and Liberation. Oxford; New York: Oxford University Press. ISBN 978-0-19-533171-4
- (2009) What I Believe. New York: Oxford University Press. ISBN 978-0-19-538785-8
- (2010) The Quest for Meaning: Developing a Philosophy of Pluralism. London: Allen Lane. ISBN 978-1-84-614152-2 ISBN 978-1-84-614151-5
- (2011) On Super-Diversity (multilingual: EN, NL, AR). Rotterdam: Witte de With Publishers; Berlin: Sternberg Press. ISBN 978-1-93-410577-1
- (2012) Islam and the Arab Awakening. Oxford; New York: Oxford University Press. ISBN 978-0-19-993373-0
- (2012) The Arab Awakening: Islam and the New Middle East. London: Allen Lane. ISBN 978-1-84-614650-3
- (2017) Islam: The Essentials. London: Pelican. ISBN 978-0141980508
- (2017) Introduction to Islam. Oxford University Press. ISBN 978-0190467487